# ويليام هوزر
ويليام هوزر (بالإنجليزية: William Hauser)‏ هو ملحن أمريكي، ولد في 23 ديسمبر 1812، وتوفي في 15 سبتمبر 1880.